# Orquestra de Câmara da Europa
A Orquestra de Câmara da Europa é formada por cinquenta músicos de quinze países europeus e baseada em Londres. A orquestra apresenta-se frequentemente nos Estados Unidos, Hong Kong, Japão e Austrália. Apresenta-se também no Festival de Salzburgo, Festival de Bremen, Festival de Berlim, no Philharmonie de Colônia, a Cité de la Musique de Paris, Alte Oper de Frankfurt e Deutsche Ensemble Akademie.
Alguns dos maestros que colaboram com a orquestra estão Claudio Abbado e Nikolaus Harnoncourt.